# Ivana Císařová
Ivana Císařová (* 1. září 1955 Planá) je česká anorganická chemička. Působí na katedře anorganické chemie Přírodovědecké fakulty Univerzity Karlovy v Praze.
Věnuje se především moderním rentgenostrukturním metodám řešení struktur látek. K březnu 2021 byla autorkou či spoluaturkou téměř 800 publikací v impaktovaných časopisech a tím patřila mezi vědecky nejplodnější osobnosti své fakulty. Je mimo jiné laureátkou pamětní medaile Přírodovědecké fakulty a nositelkou chemické ceny Miloše Hudlického.